# Poiana Negrii, Suceava
Poiana Negrii este un sat în comuna Dorna Candrenilor din județul Suceava, Bucovina, România.

## Recensământul din 1930
Componența etnică a satului Poiana Negrii
     Români (97,6%)
     Germani (2,4%)
Componența confesională a satului Poiana Negrii
     Ortodocși (97,6%)
     Romano-catolici (2,4%)
Conform recensământului efectuat în 1930, populația satului Poiana Negrii se ridica la 1.430 locuitori. Majoritatea locuitorilor erau români (97,6%), cu o minoritate de germani (2,4%). Din punct de vedere confesional, majoritatea locuitorilor erau ortodocși (97,6%), dar existau și minorități de romano-catolici (2,4%).
 Acest articol despre o localitate din județul Suceava este deocamdată un ciot. Puteți ajuta Wikipedia prin completarea lui.